# Edoardo Molinar
Edoardo Molinar (* Rocca Canavese, 31 de agosto de 1907 – † Rocca Canavese, 22 de setembro de 1994). Foi um ciclista italiano, profissional entre 1931 e 1948, cujo maior sucesso desportivo obteve-o na Volta a Espanha onde conseguiu 1 vitória de etapa e onde também conseguiria fazer-se com a primeira classificação da montanha da ronda espanhola.

## Palmarés
- 1934
- Puy-de-Dôme

- 1935
  - 1 etapa na Volta a Espanha, mais a classificação da montanha

## Resultados nas Grandes Voltas e Campeonatos do Mundo
| Carreira           | 1931 | 1932 | 1933 | 1934 | 1935 | 1936 | 1937 | 1938 | 1939 | 1940 | 1941 | 1942 | 1943 | 1944 | 1945 | 1946 | 1947 | 1948 |
| ------------------ | ---- | ---- | ---- | ---- | ---- | ---- | ---- | ---- | ---- | ---- | ---- | ---- | ---- | ---- | ---- | ---- | ---- | ---- |
| Giro d'Italia      | -    | -    | -    | -    | -    | 10.º | 7.º  | -    | -    | -    | -    | -    | -    | -    | -    | -    | -    | -    |
| Tour de France     | -    | -    | -    | 13.º | -    | -    | Ab.  | -    | -    | -    | -    | -    | -    | -    | -    | -    | -    | -    |
| Volta a Espanha    | -    | -    | -    | -    | 4.º  | Ab.  | -    | -    | -    | -    | -    | -    | -    | -    | -    | -    | -    | -    |
| Mundial em Estrada | -    | -    | -    | -    | -    | -    | -    | -    | -    | -    | -    | -    | -    | -    | -    | -    | -    | -    |

-: não participa 

Ab.: abandono 